# Orientación por radio

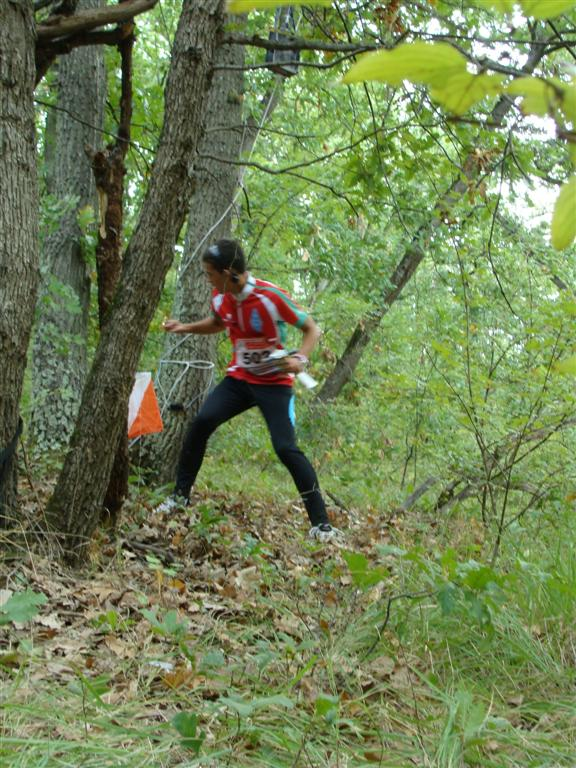
Un punto en deporte de orientación por radio

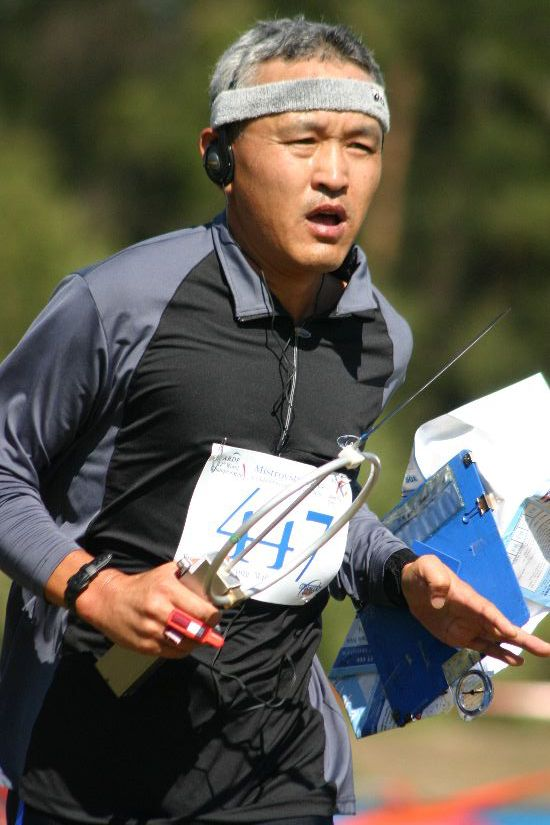
Un orientador por radio, banda de 80m

La orientación por radio (ARDF, del inglés amateur radio direction finding) es un deporte de orientación que consiste en encontrar los radio transmisores a pie, usando un receptor de radio, un mapa, y una brújula. Le consiste en que radioaficionados emplacen una baliza, con tonos reconocidos por todos, llamada en telegrafía o simplemente en una serie de pitidos, y que con técnicas de rastreo nada sofisticadas tratan de localizarla en el menor tiempo posible. 
ARDF combina habilidades de orientación, como el uso apropiado de un mapa topográfico y manejo de la brújula, con una antena direccional conectada al receptor de radio para encontrar la dirección.  Se usa banda de 2m y banda de 80m de radioafición.  Orientadores en banda de 2m prefiere una antena Yagi;  en banda de 80m prefiere una antena de espira.
La organización deportiva internacional es la International Amateur Radio Union.
Otros nombres de este deporte incluye caza del zorro y cacería del zorro  (del inglés foxhunt), concurso de radiogoniometría (desde radiogoniómetro), caza del transmisor y caza de radiofaros (del inglés transmitter hunt), y radiolocalización.

## España
En España el segmento 144.500 - 144.900 MHz podrá ser usado para las balizas ARDF con baja potencia que solo estén operativas durante la duración del evento.  También el segmento 3510 - 3600 kHz podrá ser usado para las balizas ARDF.